# Елизабет Макговерн
Елизабет Ли Макговерн (енгл. Elizabeth Lee McGovern; Еванстон, 18. јул 1961) америчка је глумица. Добила је многе награде и номинације, укључујући награду Удружења филмских глумаца, три номинације за Златни глобус и једну номинацију за Оскара.
Рођена је у Еванстону у Илиноису 18. јула 1961, а већи део детињства провела је у Лос Анђелесу. После похађања Америчког позоришног конзерваторијума и Школе Џулијард, дебитовала је у филму Обични људи (1980). За улогу Евелин Незбит у филму Регтајм (1981) била је номинована за Оскара за најбољу глумицу у споредној улози. Касније је имала главне улоге у бројним филмовима великих студија, укључујући Било једном у Америци (1984), Она ће добити бебу (1988), Прозор спаваће собе (1987), Слушкињина прича (1990) и Крила голубице (1997).
Макговерн је 2007. године, након година учења гитаре, основала музичку групу Sadie and the Hotheads, са којом је од 2016. објавила четири студијска албума. Даљу међународну пажњу стекла је тумачењем Коре Кроли, грофице од Грантама, у британској драмској серији Даунтонска опатија (2010–2015), за шта је била номинована за Емија и Златни глобус. Поновила је улогу Коре у филмовима Даунтонска опатија (2019) и Даунтонска опатија: Нова епоха (2022).